# HMS Albion (1763)
HMS Albion (1763) — 74-пушечный линейный корабль 3 ранга Королевского флота, первый корабль, названный в честь Альбиона.

## Постройка
Спущен на воду 16 мая 1763 года на королевской верфи в Дептфорде. Принадлежал к «обычным» 74-пушечным. Головной корабль типа Albion, строился вслед типу Ramillies. В качестве прототипа использовались чертежи 90-пушечного HMS Neptune (1730).

## Служба
Участвовал в Американской революционной войне. Был при Гренаде в 1779 году, при Мартинике в 1779 и 1780 годах. В этом последнем был в авангарде, капитан Хоуп (англ. Hope) среди других последовал за HMS Stirling Castle, в результате нарушив план адмирала Родни.
В 1794 году, во время Французских революционных войн, был переделан в 60-пушечную плавучую батарею, поставлен в устье Темзы.

## Гибель
В апреле 1797 года, при переходе на новую позицию, сел на мель. Во время попыток спасения разбился и был потерян окончательно.